# الجامع الكبير (موزع)
الجامع الكبير هو مسجد تاريخي في مدينة موزع بمحافظة تعز بناه الفقيه جمال الدين محمد بن نور الدين الخطيب الموزعي سنة 771 هجرية بمساعدة من الأميرة جهة فرحان زوجة ملك الدولة الرسولية الملك الأشرف بن الأفضل.

## التصميم
بني المسجد من الطوب الأحمر والحجر ويتكون المسجد من صحن مكشوف وبيت الصلاة ومئذنتين وللمسجد 4 قباب.